# Muzeum Regionalne w Wojciechowie

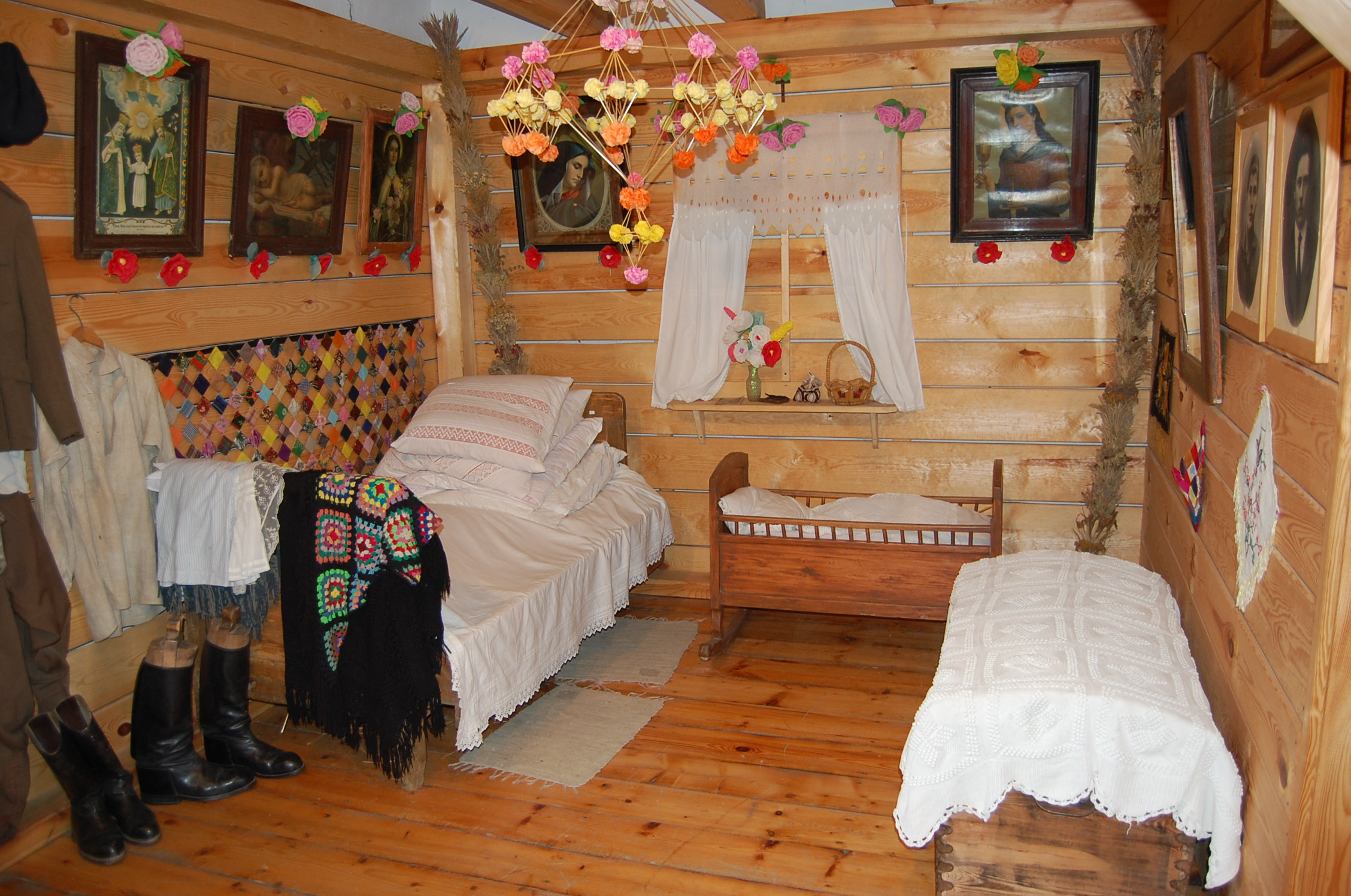
Wystrój wojciechowskiej chałupy

Muzeum Regionalne w Wojciechowie – powstało w 2004 roku. Zajmuje przedostatnią kondygnację szesnastowiecznej Wieży Ariańskiej.
Muzeum składa się z trzech części. Pierwsza dokumentuje historię Wojciechowa – pokazano tu m.in. makietę średniowiecznego grodziska oraz eksponaty pochodzące z wykopalisk archeologicznych. Druga część to wystrój wojciechowskiej chałupy z lat 1920–30 w pełni wyposażonej w sprzęty i narzędzia, jakimi posługiwali się mieszkańcy Wojciechowa w tamtych czasach. Trzecia część to Galeria Sztuki Ludowej, w której można zakupić pamiątki z Wojciechowa – m.in. podkówki na szczęście wykonywane w głównej mierze przez tutejszych twórców.